# Dipartimento di Guachipas
Guachipas è un dipartimento argentino, situato al centro-sud della provincia di Salta, con capoluogo Guachipas.
Esso confina a nord con il dipartimento di La Viña, a est con i dipartimenti di Metán, Rosario de la Frontera e La Candelaria; a sud ancora con La Candelaria e con la provincia di Tucumán; e ad ovest con i dipartimenti di La Viña e Cafayate.
Secondo il censimento del 2010, su un territorio di 2.785 km², la popolazione ammontava a 3.187 abitanti, con un decremento demografico dello 0,7% rispetto al censimento del 2001.
Il dipartimento, nel 2001, era composto dall'unico comune di Guachipas.